# Дуглас-Гамильтон, Джеймс, 11-й граф Селкирк
Лорд Джеймс Александр Дуглас-Гамильтон (англ. James Alexander Douglas-Hamilton; 31 июля 1942 — 28 ноября 2023) — шотландский аристократ, 11-й граф Селкирк (1994), барон Селкирк из Дугласа (1997), член консервативной партии (тори), депутат парламента Западного Эдинбурга (1974—1997) и Лотиана (1999—2007).

## Биография
Второй сын Дугласа Дугласа-Гамильтона (1903—1973), 14-го герцога Гамильтона (1940—1973), и Элизабет Иви Перси (1916—2008).
Получил прекрасное образование в Итонском университете и Баллиол-колледже в Оксфорде, где он был президентом Оксфордского союза, а затем в Эдинбургском университете.
Он служил адвокатом в фискальной прокуратору с 1968 по 1972 год. С 1972 по 1974 год — советник в Эдинбургском районном совете, а с 1974 по 1997 год — член парламента от Западного Эдинбурга. В это время он работал в Министерстве по делам Шотландии.
В 1987—1995 годах лорд Джеймс Дуглас-Гамильтон работал парламентским заместителем государственного секретаря по делам Шотландии, а затем в качестве государственного министра с 1995 по 1997 год.
В 1987—1995 годах — лорд казначейства, в 1996 году — тайный советник и юрисконсульт королевы.
12 декабря 2011 года лорд Джеймс Дуглас-Гамильтон был назначен лордом-верховным комиссаром генеральной ассамблеи церкви Шотландии.

## Пэр Шотландии
В ноябре 1994 года после смерти своего дяди Джорджа Дугласа-Гамильтона (1906—1994), 10-го графа Селкирка, Джеймс Гамильтон унаследовал его титул и должен был отказаться от места в палате общин, но воспользовался положениями закона о пэрах от 1963 года и отказался от графского титула (который после его смерти унаследовал его старший сын) и стал заседать в Палате лордов с титулом барон Селкирк из Дугласа (Baron Selkirk of Douglas).

## Шотландский парламент
С 1999 по 2007 год он был депутатом парламента Шотландии и заместителем-координатором парламентского комитета по образованию. В ноябре 2005 года лорд Селкирк из Дугласа объявил о своём намерении уйти в отставку в конце парламентской сессии 2003—2007 годов. Он продолжал заседать в палате лордов, проявляя особый интерес к законодательству Великобритании, поскольку это затрагивало Шотландию.
Джеймс Дуглас-Гамильтон умер 28 ноября 2023 года от пневмонии.

## Книги
Лорд Селкирк из Дугласа написал ряд книг, в том числе «Motive For a Mission:The Story Behind Hess’s Flight to Britain» о встрече его отца с Рудольфом Гессом, когда он прилетел на самолете в Шотландию во время Второй Мировой войны.

## Семья и дети
24 августа 1974 года он женился на Присцилле Сюзанне Бакен (род. 1949), дочери Джона Бакена, 2-го барона Твидсмур (1911—1996), и Присциллы Джейн Томсон (ум. 1978), внучке писателя и политика Джона Бакена. Их дети:
- Джон Эндрю Дуглас-Гамильтон (род. 1978), лорд Даэр и мастер Селкирк
- Чарльз Дуглас Дуглас-Гамильтон (род. 1979)
- Джеймс Роберт Дуглас-Гамильтон (род. 1981)
- Гарри Александр Дуглас-Гамильтон (род. 1981)